# 琥珀の詩、ひとひら
『琥珀の詩、ひとひら』（こはくのうた、ひとひら）は、田村ゆかりの4枚目のオリジナルアルバム。2005年3月2日にKONAMIから発売された。

## 解説
初回限定盤はデジパック仕様となっている。シングル「夢見月のアリス」カップリング曲「空の向こう側に」「Sugar Time Trip」と、「Little Wish 〜lyrical step〜」カップリング曲「永遠」「Sweet Darlin'」は未収録である。

## 収録曲
1. コハクノウタ*目覚め* [0:53]
作曲・編曲：大久保薫
2. Spring fever [3:34]
作詞：ふじのマナミ、作曲・編曲：橋本由香利
3. Ever-Never-Land [3:42]
作詞：コトワカナデ、作曲・編曲：太田雅友
  - OVA『おとぎ銃士 赤ずきん』主題歌
4. Fallin' into you [3:58]
作詞：松浦有希、作曲・編曲：渡辺拓也
5. 夢見月のアリス [4:20]
作詞：うらん、作曲・編曲：大久保薫
  - 6thシングル、文化放送系ラジオ『田村ゆかりのいたずら黒うさぎ』オープニングテーマ（2004年4月〜9月）
6. AMBER〜人魚の涙〜 [4:37]
作詞：うらん、作曲・編曲：大久保薫
7. fantasia [4:27]
作詞・作曲：渡邉美佳、編曲：渡邉美佳・久保幹一郎
8. 薔薇のロマンセ 月のセレーネ [4:00]
作詞：渡邉美佳、作曲：田村信二、編曲：中村康就
9. 惑星のランデブー[4:15]
作詞：田村ゆかり、作曲：hulk、編曲：大久保薫
10. 最果ての森 [5:33]
作詞：堀江里沙、作曲：一木弘行、編曲：大久保薫
11. コハクノウタ*祈り* [1:12]
作曲・編曲：大久保薫
12. 心の扉 [5:37]
作詞・作曲・編曲：marhy
13. Little Wish 〜first step〜 [4:03]
作詞：椎名可憐、作曲・編曲：太田雅友
  - 7thシングル「Little Wish 〜lyrical step〜」の原曲にあたる曲で、原曲から歌詞が一部変更されている。
  - 「Lyrical step」は、テレビアニメ『魔法少女リリカルなのは』エンディングテーマ。
14. Picnic [4:11]
作詞：羽月美久、作曲・編曲：小松一也